# Centro de Controle de Zoonoses Paulo Dacorso Filho
Centro de Controle de Zoonoses (CCZ) Paulo Darcoso Filho é o único Centro de Controle de Zoonoses (CCZ) do município do Rio de Janeiro,  e foi criado em 1988. O mesmo têm como atribuição fundamental prevenir e controlar as zoonoses, desenvolvendo sistemas de vigilância sanitária e epidemiológica.
O nome é uma homenagem ao médico veterinário e professor Dr. Paulo Darcoso Filho (1914-1975), por sua contribuição à medicina veterinária. O mesmo foi um dos primeiros Centros de Controle de Zoonoses (CCZ) a serem inaugurados na América Latina, que juntamente com os CCZ`s de São Paulo e Brasília foram construídos como unidades modelo.
O mesmo é localizado no Largo do Bodegão, Santa Cruz, na zona oeste da cidade do Rio de Janeiro e inicialmente foi criado como parte do Programa Nacional de Profilaxia da Raiva. Hoje atua também sobre outras doenças transmitidas pelos animais.